# رجال القانون بالولايات المتحدة
رجال القانون بالولايات المتحدة (بالإنجليزية: U.S. Marshals)‏ هو فيلم جريمة أكشن إثارة أمريكي من إخراج ستيوارت بيرد وبطولة تومي لي جونز، ويسلي سنايبس، روبرت داوني جونيور، جو بانتوليانو، كيت نيلجان وإيرين جاكوب، صدر الفيلم في 6 مارس 1998.

## روابط خارجية
حراس الولايات المتحدة على موقع IMDb (الإنجليزية)
- حراس الولايات المتحدة على موقع ميتاكريتيك (الإنجليزية)
- حراس الولايات المتحدة على موقع روتن توميتوز (الإنجليزية)
- حراس الولايات المتحدة على موقع نتفليكس (الإنجليزية)
- حراس الولايات المتحدة على موقع قاعدة بيانات الأفلام العربية
- حراس الولايات المتحدة على موقع ألو سيني (الفرنسية)
- حراس الولايات المتحدة على موقع Turner Classic Movies (الإنجليزية)
- حراس الولايات المتحدة على موقع أول موفي (الإنجليزية)
- حراس الولايات المتحدة على موقع بوكس أوفيس موجو (الإنجليزية)
- حراس الولايات المتحدة على موقع فيلمافينيتي (الإسبانية)